# كارل ويلهلم إريك زيمر
كارل ويلهلم إريك زيمر (بالألمانية: Carl Zimmer)‏ هو عالم قشريات ‏ وأحيائي ألماني، ولد في 29 سبتمبر 1873 في زوندرسهاوزن في ألمانيا، وتوفي في 1950 في Wolnzach ‏ في ألمانيا.